# Tsurikichi Sanpei
Tsurikichi Sanpei (яп. 釣りキチ三平) — манґа, написана та ілюстрована Такао Ягучі. Манґа була серіалізована в журналі Kodansha's Weekly Shōnen Magazine з 1973 по 1983 рік. Kodansha опублікувала 57 поєднаних томів манґи з 5 липня 2003 року по 5 жовтня 2005 року.
Манга була адаптована в аніме-серіал зі 109 епізодів. Режисер Йосіката Нітта, 109 епізодів аніме транслювалися на Fuji TV між 7 квітня 1980 року і 28 червня 1982 року.
Станом на жовтень 2020 року тираж манґи Tsurikichi Sanpei перевищував 50 мільйонів копій, що робить її однією з найбільш продаваних серій манґи.

## Персонажі
- Сампей Міхіра (三平三平)
- Іппеї Міхіра (三平 一平)
- Гьосін Аюкава (鮎川魚紳)
- Масахару Касе (加瀬 正治)
- Юрій Такаяма (高山 ユリ)

## Аніме
В аніме використовуються два фрагменти тематичної пісні. «Wakaki Tabibito» (яп. 若き旅人) від MoJo є початковою темою серіалу, тоді як «Ore wa tsurikichi Sanpei da» (яп. おれは釣りキチ三平だ) також від MoJo є темою закінчення серіалу. OVA під назвою まんがビデオシリーズ 釣りキチ三平 був випущений у 2001 році лише на VHS.

### Список епізодів
1. Монстр Йонакі (夜泣き谷の怪物)
2. Блакитний карась кальдери (カルデラの青鮒)
3. Дикі коі з Мікадзукіко (三日月湖の野鯉)
4. Банда Міцуматачі (三ツ又池のギャング)
5. Бог гніву Хук (毛バリの神サマ)
6. Горо, що тягне Шахрая (ゴロ引きゴンベ)
7. Такітаро з О-іке (池の滝太郎)
8. Король рока (磯の王者)
9. Сльози Широ Іцу (シロギスの涙)
10. Саїда Івас Деня (𩹷の原野)
11. Меко Іва (メッコ岩魚の怪)
12. Лисеня біля рибного поля (釣り場の子ギツネ)
13. Нічна ловля кайкацу (カジカの夜突き)
14. Монстр Санга Айк (三角瀞の主)
15. Сумна пісня Zukiga Field ススキ川原エレジー
16. Согійо Кабура-Вата 蕪渡しの草魚
17. The Mini Big Game 小さなビッグゲーム
18. Жезл неспокою душі 怨み竿
19. Naboromo Buna of Syunema 幽沼の羽衣鮒
20. Дивні риби в старому білабонгу 古沼の大怪魚
21. Червоний карась у печері Біллабонг おっぽり沼の緋鮒
22. Безголовий у болоті без голови 坊主沢の沢坊主
23. Універсальний карась Горячого болота 焼沼の宇宙ブナ
24. Риба-бомба на пляжі Юмінг
25. Змагання лосося в Канаді
26. Танцюрист озерної гори
27. RCフィッシング
28. Сакура та чорний коропоподібний 桜吹雪カラス鯉
29. Битва між Raigyo та Kuma-hawk ライギョ対ミサゴ王者の対決
30. Золотий карась
31. Блакитний прапор Марлін Гаваїв
32. Риба-пальчик у болоті Рука 手形沼の指切り魚
33. Водоспад Дракон Дракона
34. 蝉しぐれのブラウン
35. Риба Еса після північно-західного дощу 驟雨のオトリアユ
36. Пес-рибалка Шоу Хачі
37. Дивна морська риба в Душній долині しぐれ谷の化物イワナ
38. Секретна техніка річки Чжучуань 簗川流簗秘伝
39. Battle of Sanpei Syringe 三平式珍ドウ作戦
40. Легенда про Алі Круціана お里鮒伝説
41. Мережа мрій 茜屋流小鷹網 幻の投網の巻
42. Aneka eagle net, Kigawa 茜屋流小鷹網 紀ノ川の巻
43. Сітка в будинок; диявол, але серце буддизму.茜屋流小鷹網 鬼手仏心の巻
44. Звук клакуння, м'язість ガッチンがん鉄
45. Вбивця озера, Чорна ракетна установка 湖の殺し屋ブラックバス
46. Кленовий лист дамба велика райдужна форель 紅葉堤の大ニジマス
47. Великий короп Rintaros 太郎沼の巨鯉
48. Мати-рибалка 1553 フィッシングかあちゃん
49. Інструкція закон про риболовлю риби トモ釣り伝授
50. Golden Valleys Золота рибка 黄金谷のキンイワナ
51. Червона вихрова риба та знаменита вудка アカブチと幻の名竿
52. Сміливо бийтеся на риболовлі на ставку 釣り堀奮戦記
53. Боротьба з пересадкою кам'яної риби イワナ大移植作戦
54. Риболовля на чаплю в крижаній печері ワカサギの氷穴釣り
55. Спосіб лову червоної бабки на рибу-дракон довжиною 1 метр 尺バヤのアカネ釣り
56. ペンペン釣りとポカン釣り
57. Використовуйте Wood Toon для Tooning The Guqi Fish クキのドン突き
58. Великий чорний товстолобик 幻の大魚コクレン
59. Secret Of The Fire Rock 火の石の謎
60. Lakes Monster Of Nian Zhu Lake 念珠湖のネッシー
61. Fossil Fishing Way 石化け
62. Боротьба з коропом 巨鯉釣り大作戦
63. Секретний метод! Рід Род 秘技!ススキ釣り
64. Форель золотого кольору — Golden Trout 黄金のマス・ゴールデントラウト
65. Спокуса водної личинки ニンフの誘惑
66. Дивна риба з виглядом квітки виноградної тростини カラクサ模様の怪魚
67. Принцеса Вода 水のプリンセス
68. чарівник струмка Mountain Jade 渓流の魔術師ヤマセミ
69. Літо смачної риби 若鮎たちの夏
70. Король рибалок — риба-привид 湿原の王者釣り
71. Facing Attack Rockfish Catcher 襲われたイワナ密漁者
72. Головний мисливець… Sansi Lang 熊撃ちマタギの三四郎
73. Вудка для лову риби Arhat у холодній зоні 寒バヤのアシ竿釣り
74. Китайська Toon Fish група Wujinqiu ドン突き!たまきんトリオ
75. Риболовля Chinese Toon Fish San Ping секретна битва ドン突き!三平（秘）作戦
76. Summer Brook — Movement of Sliver crap 春の小川・ギンブナ騒動
77. Нижня пікантна риба Rotate Fishing 落鮎のコロガシ釣り
78. Дивна риба була прокляттям 呪い谷の怪奇魚
79. Секрет літаючого птаха カジカの夜突き・蛍火の謎
80. Боротьба Черв'якаケダニ先生奮戦記
81. Айко, розправ крила!大空へはばたけ、三平!

## Фільм
У 2009 році з цього фільму знятий ігровий фільм із Кентою Сугою, Такаші Цукамото та Юу Кашії в головних ролях.

## Відеоігри
Було дві офіційні відеоігри, створені Cross Media Soft для домашніх комп'ютерів MSX:
- Рибалка Sanpei Blue Marine Edition (釣りキチ三平ブルーマリン編) (1988)[6]
- Tsurikichi Sanpei Tsurisennin Hen (釣りキチ三平釣り仙人編) (1989)[7]